# Oľga Andelová
Oľga Andelová (* 16. listopadu 1950) byla slovenská a československá politička, poslankyně Sněmovny lidu Federálního shromáždění za Slovenskou národní stranu po sametové revoluci počátkem 90. let.

## Biografie
Ve volbách roku 1990 zasedla za SNS do Sněmovny lidu (volební obvod Západoslovenský kraj). Ve Federálním shromáždění setrvala do voleb roku 1992. V parlamentní debatě v roce 1991 upoutala pozornost (slovy dobové zprávy „štíhlá, jemná blondýna mluvila velmi ostře“). Prohlásila mimo jiné, že Federální shromáždění nemá právo určovat budoucnost republik.
Jejím manželem je Marián Andel, v 90. letech poslanec Národní rady Slovenské republiky za SNS. V roce 1996 se uvádělo, že Oľga Andelová coby manželka poslance a místopředsedy parlamentu zasedá v dozorčí radě společnosti Kozmos. Seznámili se v roce 1965 v Modre, kde trvale žijí.